# 2018年の航空
2018年の航空（2018ねんのこうくう）では、2018年（平成30年）に起こった航空関係の出来事をまとめる。
2017年の航空 - 2018年の航空 - 2019年の航空

## 出来事

### 3月
- 6日 - （事故） ロシア航空宇宙軍の輸送機がアプローチ中に地面に激突し墜落。

### 4月
- 17日 - （事故） サウスウエスト航空の旅客機が飛行中にエンジンに一部が破損[1]。

### 10月
- 29日 - （事故） インドネシアでライオン・エアが離陸直後に墜落[2]。